# Mary Jane Girls
Le Mary Jane Girls sono state un gruppo musicale statunitense R&B e soul.

## Storia del gruppo
Le Mary Jane Girls vennero fondate nel 1979 dal cantante Rick James e salirono alla ribalta grazie a brani come All Night Long (1983) e In My House (1985), che raggiunsero alti piazzamenti di classifica. La formazione si sciolse nel 1987.
Nel 2019 le Mary Jane Girls vennero introdotte nella National Rhythm & Blues Hall of Fame.

## Formazione
- Joanne "JoJo" McDuffie – voce
- Cheryl Ann "Cheri" Bailey – voce
- Candice "Candi" Ghant – voce
- Kimberly "Maxi" Wuletich – voce
- Yvette "Corvette" Marine – voce

## Discografia

### Album in studio
- 1983 – Mary Jane Girls
- 1985 – Only Four You